# Coahuilaceratops
Coahuilaceratops ist eine Gattung der Vogelbeckensaurier (Ornithischia), welcher der Chasmosaurinae zugeordnet wird. 2010 wurde er von Loewen et al. beschrieben und nach dem mexikanischen Bundesstaat Coahuila benannt („Coahuila-Horn-Gesicht“), in dem er in der Cerro-del-Pueblo-Formation in Gesteinen aus der oberen Kreide (Campanium) gefunden wurde.
Coahuilaceratops war mit einer möglichen Länge von 6,7 Metern ein größerer Vertreter der Ceratopsidae. Schätzungen bezüglich des Gewichts belaufen sich auf vier bis fünf Tonnen. Die auf dem über 1,8 Meter langen Schädel sitzenden Hörner werden mit einer Länge von 1,2 Meter angegeben, womit er die längsten Hörner aller bekannten Dinosaurier getragen haben könnte.
Coahuilaceratops bewegte sich vierbeinig (quadruped) fort und war ein Pflanzenfresser (Herbivore).

## Systematik
Die Typusart ist Coahuilaceratops magnacuerna. Nach einer phylogenetischen Analyse von Loewen et al. sind Anchiceratops und Arrhinoceratops nahe mit ihm verwandt. Sampson et al. platzieren Coahuilaceratops in einem Kladogramm wie folgend gezeigt:
|  | Kosmoceratops |
|  |               |
|  | Vagaceratops  |
|  |               |

|  | Anchiceratops   |
|  |                 |
|  | Arrhinoceratops |
|  |                 |

|  | Kosmoceratops |
|  |               |
|  | Vagaceratops  |
|  |               |

|  | Anchiceratops   |
|  |                 |
|  | Arrhinoceratops |
|  |                 |

|  | Kosmoceratops |
|  |               |
|  | Vagaceratops  |
|  |               |

|  | Anchiceratops   |
|  |                 |
|  | Arrhinoceratops |
|  |                 |

|  | Kosmoceratops |
|  |               |
|  | Vagaceratops  |
|  |               |

|  | Anchiceratops   |
|  |                 |
|  | Arrhinoceratops |
|  |                 |